# Huyện Chittagong
Chittagong là một huyện thuộc division Chittagong, Bangladesh. Huyện này có diện tích 5283 km², dân số năm 2002 là 6545078 người, mật độ dân số là 1239 người/km².